# Quizquiz
Apo Quizquiz (... – 1535 circa) è stato un generale inca vissuto a cavallo tra il quindicesimo e il sedicesimo secolo.

## Significato del nome Quizquiz
Quizquiz è un termine quechua che sta per condottiero per antonomasia, ma, secondo certi autori, il soprannome vorrebbe dire barbiere e deriverebbe dall'incarico di sbarbare il re Huayna Cápac che il generale avrebbe esercitato, sia per destrezza, sia per somma fiducia di quest'ultimo che non avrebbe gradito offrire la propria gola a nessun altro.

## Biografia

### Trionfi militari
Le sue prime esperienze militari furono conseguite nelle armate di Huayna Capac, durante le campagne del Nord, in cui si distinse per le sue eminenti doti militari. Alla morte dell'undicesimo Sapa Inca, Quizquiz restò al seguito del di lui figlio Atahuallpa, assumendo il comando in capo delle armate di Quito, contrapposte a quelle del Cuzco devote a Huáscar.
In qualità di comandante supremo organizzò, assieme a Chalcochima, altro prestigioso generale, la guerra contro il Cuzco sconfiggendo, in diverse battaglie, gli eserciti di Huascar fino alla vittoria finale, culminata nella presa della capitale dell'impero incaico. Mentre stava procedendo al consolidamento del potere di Atahuallpa nella regione del Cuzco, gli giunse la notizia della tragedia di Cajamarca e della cattura del suo signore.
Quizquiz decise di restare nella capitale dell'impero per ultimare l'opera intrapresa ed inviò lo sperimentato Chalcochima, con un poderoso esercito, a soccorrere l'Inca prigioniero, con la raccomandazione di non fare mosse avventate che potessero compromettere l'incolumità di Atahuallpa.

### Incontro con gli Spagnoli
Il primo incontro tra Quizquiz e gli invasori del suo paese avvenne a Cuzco. Per reperire l'oro del riscatto, Atahuallpa aveva convinto Francisco Pizarro ad inviare tre militi nella capitale che ne provvedessero personalmente alla raccolta. I tre, Martín Bueno, Pedro Martín de Moguer e Pedro de Zárate, furono ricevuti personalmente da Quizquiz che li trattò onorevolmente, malgrado il loro comportamento tutt'altro che irreprensibile. 
I rozzi soldati non si peritarono di profanare i templi ed insidiare le sacerdotesse, ma lo stato di ostaggio di Atahuallpa non consentiva di prendere nei loro confronti misure adeguate e i tre furono lasciati partire. Quizquiz dovette contentarsi di un minaccioso ammonimento: ingiunse loro di riferire ai capi rimasti a Cajamarca che se non avessero rilasciato l'Inca prigioniero sarebbe andato lui stesso a liberarlo.

### Lotta contro gli invasori
Dopo la morte del suo signore, Quizquiz si rese conto che l'impero abbisognava di un punto di riferimento accentrato nella persona di un Inca supremo. Pizarro che aveva avvertito la stessa necessità, aveva fatto eleggere un candidato del Cuzco, il principe Tupac Huallpa e il generale di Quito cercò di contrapporgli un proprio candidato, figlio anch'esso di Huayna Cápac, il principe Paullu Inca. 
Non sappiamo se l'elezione ebbia avuto effettivamente luogo, ma ormai gli eventi stavano precipitando. Gli Spagnoli erano alle porte del Cuzco e l'armata del Nord doveva pensare soprattutto alla propria salvezza per cui venne deciso di riguadagnare la fidata regione di Quito abbandonando il possesso della capitale dell'impero. Gli Spagnoli occupavano soltanto tre località del Perù quando gli eserciti di Quito si mossero dal Cuzco. Una era la città stessa di Cuzco, la seconda era la cittadina di Jauja, affidata al tesoriere Riquelme e la terza era la recente colonia di San Miguel che garantiva l'afflusso di rinforzi via mare. Quizquiz decise di investire la guarnigione di Jauja che si trovava sulla strada per Quito. La stagione delle piogge aveva fatto ingrossare i corsi d'acqua e fu sufficiente abbattere i ponti sui fiumi più tumultuosi per garantirsi le retrovie dall'arrivo di inseguitori dal Cuzco.
Lo scontro si produsse tra l'esercito di Quito e i circa cinquanta spagnoli di Jauja appoggiati da alcune migliaia di indigeni amici. Quizquiz adoperò delle strategie elaborate, ma doveva ancora imparare a fronteggiare la cavalleria. I suoi uomini operarono una manovra a tenaglia, ma l'impeto dei cavalli travolse le loro file. La giornata non fu comunque di tutto riposo per le truppe iberiche. Riquelme fu personalmente ferito alla testa e caduto nel fiume dove si combatteva, sarebbe sicuramente morto se non fosse stato soccorso da un gruppo di balestrieri. Uno spagnolo venne ucciso e quasi tutti gli altri riportarono delle ferite mentre i loro ausiliari indigeni furono decimati dalle truppe di Quito.
Le truppe del Nord riuscirono comunque a passare oltre Jauja, pur rammaricandosi di non aver potuto conquistare la città difesa da un'esigua guarnigione. Quizquiz fece tesoro dell'esperienza e inoltratosi in una gola fortificò le pareti del passo in modo che i cavalli non potessero operare, quindi si attestò in attesa. I rinforzi dal Cuzco sopraggiunsero, poche settimane dopo, al comando di Hernando de Soto e di Diego de Almagro, accompagnati da molti indigeni, inviati da Manco II che, nel frattempo, era stato eletto Inca supremo. Appreso che Quizquiz era nei pressi, gli Spagnoli si gettarono baldanzosamente all'attacco, ma questa volta l'accorto generale non li aspettava impreparato. Le difese che aveva preparato funzionarono egregiamente e le loro cariche si frantumarono contro le fortificazioni opportunamente approntate.
Mentre studiavano preoccupati il da farsi, i conquistadores appresero che gli eserciti nemici avevano abbandonato le loro posizioni e si dirigevano a Nord. Quizquiz, con ogni evidenza, voleva riguadagnare la regione di Quito.
Gli Spagnoli si mossero all'inseguimento, ma procedendo con somma cautela e sostenendo solo dei limitati scontri con la retroguardia in marcia, poi, quando fu chiaro che i nemici abbandonavano la regione desistettero dal seguirli.
Quizquiz aveva risolto il problema immediato degli inseguitori, ma le sue difficoltà non erano finite. Doveva aprirsi un varco attraverso contrade infestate da popolazioni ostili, legate al defunto Huascar, e speranzose in una rivincita grazie all'arrivo degli "uomini bianchi" che, incautamente, venivano considerati dei liberatori. Ciò malgrado, a mezzo di una marcia impressionante, condotta superando difficoltà di ogni tipo, non solo di ordine strategico, ma anche e soprattutto di ordine logistico, Quizquiz condusse le diverse migliaia di uomini, che componevano il suo esercito, oltre i confini dell'antico regno di Quito ove contava di trovare appoggi ed alleati.

### Ultima battaglia
Giunto nelle terre di Quito per organizzarvi una strenua resistenza e, possibilmente, una guerra di reconquista, ebbe l'amara sorpresa di trovarvi dei contingenti Spagnoli che lo avevano preceduto, giungendo da San Miguel, sotto la guida di Benalcazar. Ad essi erano poi seguiti altri eserciti comandati da Almagro e da Pedro de Alvarado.
Furono proprio le truppe di Alvarado, che percorrevano il paese alla ricerca di Rumiñahui e di altri oppositori, ad imbattersi nell'esercito di Quizquiz in modo del tutto casuale. Un loro distaccamento si scontrò con una pattuglia dell'avanguardia di Quizquiz e il loro capo, Sotaurco, messo a tortura, fu costretto a rivelare la posizione dei suoi.
Convinti di avere in mano il nemico gli Spagnoli si mossero con una prontezza inaudita. A marce forzate, viaggiando anche di notte al lume di torce e fermandosi solo per ferrare i cavalli, giunsero inaspettati in vista dell'esercito in cammino. Quizquiz fu ovviamente sorpreso, ma da consumato stratega agì con una rapidità sorprendente. Prima che i nemici fossero giunti a contatto aveva già diviso il suo esercito in due parti. Una, con tutti i guerrieri, si era lanciata su per le pendici di un pendio e già si attestava a difesa. L'altra, condotta da lui personalmente, con la maggior parte delle provviste e le donne, cercava di disimpegnarsi in un'altra direzione.
Come l'accorto generale aveva previsto, gli Spagnoli si lanciarono all'assalto dei guerrieri nemici, ma questi sotto il comando di un fratello di Atahuallpa, di nome Huaypalcon, li tennero a bada senza sforzo facendo rotolare, dall'alto, una valanga di pietre. Durante la notte i due eserciti inca si ricongiunsero e agli spagnoli non restò altro da fare che tentare l'inseguimento, ma furono fermati al passaggio di un fiume che con le sue acque divise i contendenti. Gli indigeni andarono addirittura all'attacco costituendo una testa di ponte sulla riva difesa dagli spagnoli e inflissero numerose perdite al nemico.
Come giunse la notizia che, poco lontano, un distaccamento indigeno aveva ucciso e decapitato quattordici spagnoli che cercavano di ricongiungersi con i loro compatrioti, questi ultimi decisero di ritirarsi. Quizquiz aveva vinto, ma questa sarebbe stata la sua ultima battaglia.

### Morte
Dopo l'incontro con gli uomini di Almagro e di Alvarado, Quizquiz si destreggiò ancora in numerosi combattimenti, ma si rese ben presto conto che il cerchio del nemico si stava stringendo intorno a lui. Gli eventi avevano dimostrato che, se era possibile difendersi in qualche modo, non era pensabile di poter sconfiggere definitivamente il potente invasore.
Si rendeva necessario un cambio di strategia e Quizquiz pensò di individuarla in una trasformazione della guerra in azioni di guerriglia. Per far questo occorreva inoltrarsi nella selva e, da lì, compiere rapide incursioni, senza mai accettare uno scontro frontale.
La zona in cui voleva portare le truppe era, però, selvaggia ed inesplorata e anche se garantiva una certa sicurezza in caso di attacco, comportava la certezza di patirvi la fame, dato l'ingente numero di uomini che vi si sarebbero dovuti sostenere. Gli aiutanti di Quizquiz erano tutti contrari a questa decisione, ma l'ostinato generale insisteva e, irato per la loro resistenza, li tacciò di codardia. 
Huaypalcon che fungeva da comandante in seconda, altrettanto alterato, chiese allora di affrontare gli spagnoli in campo aperto per morire con onore piuttosto che ridursi a mangiare erba su delle montagne desolate. Quizquiz non volle sentire ragioni e minacciò di considerarlo un traditore se non avesse ubbidito agli ordini. Allora Huaypalcon, fuori di sé, estrasse la sua mazza da battaglia e lo colpì al capo. Gli altri capitani lo imitarono e Quizquiz cadde crivellato di colpi.

## Giudizio su Quizquiz
Quizquiz fu l'unico dei generali incas a non essere catturato o ucciso dagli Spagnoli. Durante la sua intera vita aveva vinto, per il suo signore, tutte le guerre cui aveva partecipato, procurandosi una fama di invincibilità.
Battendosi contro le armi degli europei, non aveva potuto ottenere i successi cui era abituato con i suoi compatrioti, ma aveva dimostrato indubbie doti di stratega, assimilando rapidamente le caratteristiche della cavalleria europea ed imparando, altrettanto rapidamente, come contrastarla.
In diverse occasioni diede dimostrazione di una visione strategica senza pari unita ad una determinazione assoluta ed inflessibile che, fino al termine della sua vita, cercò di infondere nei suoi eserciti.
Al di là delle sue indubbie qualità guerriere, la dote morale che, in lui, maggiormente colpisce è comunque la perseveranza e l'irriducibile volontà di opporsi, con tutte le sue forze, sempre e comunque, all'odiato invasore, senza cedimenti o titubanze di sorta.

### Testimoni oculari delle prime fasi della conquista
- Estete (Miguel de) 
  - Relación del viaje ... desde el pueblo de Caxmalca a Pachacamac. (1533) In Ramusio EINAUDI, Torino 1988
  - Noticia del Perú (1540) In COL. LIBR. DOC. HIST. PERU (2ª serie tomo 8°, Lima 1920)
- Jerez (Francisco de) Verdadera relación de la conquista del Perú (1534) In Ramusio EINAUDI, Torino 1988
- Pizarro (Pedro)  Relación del descubrimiento y conquista de los Reynos del Perú. (1571) In BIBL. AUT. ESP. (tomo CLVIII, Madrid 1968)
- Sancho de Hoz (Pedro) Relatione di quel che nel conquisto & pacificatione di queste provincie & successo...& la prigione del cacique Atabalipa. (1534) In Ramusio EINAUDI, Torino 1988

### Altri storici dell'epoca
- Cieza de Leon (Pedro de) 
  - Segunda parte de la crónica del Perú (1551) In COL. CRONICA DE AMERICA (Dastin V. 6°. Madrid 2000)
  - Descubrimiento y conquista del Perú (1551) in COL. CRONICA DE AMERICA (Dastin V. 18°. Madrid 2001)
- Cobo (Bernabe) Historia del Nuevo Mundo (1653) In BIBL. AUT. ESP. Tomi XCI, XCII, Madrid 1956
- Garcilaso (Inca de la Vega) 
  - Commentarios reales (1609) Rusconi, Milano 1977
  - La conquista del Peru (1617) BUR, Milano 2001
- Gómara (Francisco López de) Historia general de las Indias (1552) In BIBL. AUT. ESP. (tomo LXII, Madrid 1946)
- Oviedo y Valdes (Gonzalo Fernandez de) Historia General y natural de las Indias 5 Vol. in IBL. AUT. ESP. (tomi CXLVI - CLI), Madrid 1991)
- Herrera y Tordesillas (Antonio de) Historia general ... (1601 - 1615) COL. Classicos Tavera (su CD)
- Titu Cusi Yupanqui Relación de la conquista del Perú y echos del Inca Manco II (1570) In ATLAS, Madrid 1988